# Władcy Afganistanu

## Królestwo Afganistanu (1709–1729)

### DynastiaHotaki
| # | Imię          |          | Lata życia    | Lata życia               | Czas rządów | Czas rządów      | Rodzice                        |
| # | Imię          | Urodzony | Zmarł         | Od                       | Do          |                  | Rodzice                        |
| - | ------------- | -------- | ------------- | ------------------------ | ----------- | ---------------- | ------------------------------ |
| 1 | Mir Wajs Chan |          | 1673          | 1715                     | 1709        | 1715             | Salim Khan Nazo Tokhi          |
| 2 | Mahmud Chan   |          | 1679 Kandahar | 22 kwietnia 1725 Isfahan | 1717        | 22 kwietnia 1725 | Mir Wajs Chan Khanzada Sadozai |
| 3 | Aszraf Chan   |          | ?             | 1729                     | 1725        | 1729             | Abdul Aziz Hotak ?             |

## EmiratAfganistanu (1747–1901)

### DynastiaDurrani
| #   | Imię                |          | Lata życia   | Lata życia              | Czas rządów    | Czas rządów    | Rodzice                                 |
| #   | Imię                | Urodzony | Zmarł        | Od                      | Do             |                | Rodzice                                 |
| --- | ------------------- | -------- | ------------ | ----------------------- | -------------- | -------------- | --------------------------------------- |
| 1   | Ahmed Szah Abdali   |          | 1723 Multan  | 4 czerwca 1772 Kandahar | 1742           | 4 czerwca 1772 | Muhammad Zaman Khan Abdali Zarghuna Ana |
| 2   | Timur Szah Durrani  |          | 1748 Meszhed | 18 maja 1793 Kabul      | 4 czerwca 1772 | 18 maja 1793   | Ahmed Szah Abdali Mimtta                |
| 3   | Zaman Szah Durrani  |          | 1767         | 1844 Ludhiana           | 18 maja 1793   | 25 lipca 1801  | Timur Szah Durrani Maryam               |
| 4   | Mahmud Szah Durrani |          | 1769         | 18 kwietnia 1829        | 25 lipca 1801  | 13 lipca 1803  | Timur Szah Durrani ?                    |
| 5   | Szudża Szah Durrani |          | 1780         | 5 kwietnia 1842         | 13 lipca 1803  | 3 maja 1809    | Timur Szah Durrani ?                    |
| (4) | Mahmud Szah Durrani |          | 1769         | 18 kwietnia 1829        | 3 maja 1809    | 1818           | Timur Szah Durrani ?                    |
| 6   | Ali Szah Durrani    |          | ?            | ?                       | 1818           | 1819           | Timur Szah Durrani ?                    |
| 7   | Ajub Szah Durrani   |          | ?            | 1837 Lahaur             | 1819           | 1823           | Timur Szah Durrani ?                    |

### Dynastia Barakzai
| # | Imię               |          | Lata życia               | Lata życia           | Czas rządów | Czas rządów     | Rodzice                           |
| # | Imię               | Urodzony | Zmarł                    | Od                   | Do          |                 | Rodzice                           |
| - | ------------------ | -------- | ------------------------ | -------------------- | ----------- | --------------- | --------------------------------- |
| 8 | Dost Mohammad Chan |          | 23 grudnia 1793 Kandahar | 9 czerwca 1863 Herat | 1818        | 2 sierpnia 1839 | Sarfraz Payinda Khan Zainab Begum |

### Dynastia Durrani (przywrócona)
| #   | Imię                |          | Lata życia | Lata życia      | Czas rządów     | Czas rządów     | Rodzice              |
| #   | Imię                | Urodzony | Zmarł      | Od              | Do              |                 | Rodzice              |
| --- | ------------------- | -------- | ---------- | --------------- | --------------- | --------------- | -------------------- |
| (5) | Szudża Szah Durrani |          | 1780       | 5 kwietnia 1842 | 7 sierpnia 1839 | 5 kwietnia 1842 | Timur Szah Durrani ? |

### Dynastia Barakzai(przywrócona)
| #   | Imię                |          | Lata życia               | Lata życia                | Czas rządów         | Czas rządów          | Rodzice                               |
| #   | Imię                | Urodzony | Zmarł                    | Od                        | Do                  |                      | Rodzice                               |
| --- | ------------------- | -------- | ------------------------ | ------------------------- | ------------------- | -------------------- | ------------------------------------- |
| (8) | Dost Mohammad Chan  |          | 23 grudnia 1793 Kandahar | 9 czerwca 1863 Herat      | 1845                | 9 czerwca 1863       | Sarfraz Payinda Khan Zainab Begum     |
| 9   | Szer Ali Chan       |          | 1825 Kabul               | 21 lutego 1879 Kabul      | 9 czerwca 1863      | 1866                 | Dost Mohammad Chan Bibi Khadija Begum |
| 10  | Mohammad Afzal Chan |          | 1811                     | 7 października 1867       | 1865                | 7 października 1867  | Dost Mohammad Chan Bibi Khadija Begum |
| (9) | Szer Ali Chan       |          | 1825 Kabul               | 21 lutego 1879 Kabul      | 7 października 1867 | 21 lutego 1879       | Dost Mohammad Chan Bibi Khadija Begum |
| 11  | Jakub Chan          |          | 1849 Kabul               | 15 listopada 1923 Shimla  | 21 lutego 1879      | 12 października 1879 | Szer Ali Chan Maryam Begum            |
| 12  | Abdur Rahman Chan   |          | 1840 Kabul               | 1 października 1901 Kabul | 31 maja 1880        | 1 października 1901  | Mohammad Afzal Chan ?                 |

## Emirat Afganistanu (protektorat brytyjski 1901–1926)

### Dynastia Barakzai
| #  | Imię            |          | Lata życia                | Lata życia              | Czas rządów         | Czas rządów    | Rodzice                              |
| #  | Imię            | Urodzony | Zmarł                     | Od                      | Do                  |                | Rodzice                              |
| -- | --------------- | -------- | ------------------------- | ----------------------- | ------------------- | -------------- | ------------------------------------ |
| 13 | Habibullah Chan |          | 3 czerwca 1872 Samarkanda | 20 lutego 1919 Laghman  | 1 października 1901 | 20 lutego 1919 | Abdur Rahman Chan Asal Begum         |
| 14 | Amanullah Chan  |          | 1 czerwca 1892 Paghman    | 25 kwietnia 1960 Zurych | 28 lutego 1919      | 9 czerwca 1926 | Habibullah Chan Sarwar Sultana Begum |

## Królestwo Afganistanu(1926–1973)
| # | Imię             |          | Lata życia                 | Lata życia               | Czas rządów      | Czas rządów                | Rodzice                              |
| # | Imię             | Urodzony | Zmarł                      | Od                       | Do               |                            | Rodzice                              |
| - | ---------------- | -------- | -------------------------- | ------------------------ | ---------------- | -------------------------- | ------------------------------------ |
| 1 | Amanullah Chan   |          | 1 czerwca 1892 Paghman     | 25 kwietnia 1960 Zurych  | 9 czerwca 1926   | 14 stycznia 1929 Abdykował | Habibullah Chan Sarwar Sultana Begum |
| 2 | Inajatullah Chan |          | 20 października 1888 Kabul | 12 sierpnia 1946 Teheran | 14 stycznia 1929 | 17 stycznia 1929 Abdykował | Habibullah Chan Sarwar Sultana Begum |

### Król samozwańczy
| # | Imię                |          | Lata życia   | Lata życia             | Czas rządów      | Czas rządów                    | Rodzice              |
| # | Imię                | Urodzony | Zmarł        | Od                     | Do               |                                | Rodzice              |
| - | ------------------- | -------- | ------------ | ---------------------- | ---------------- | ------------------------------ | -------------------- |
| 1 | Habibullah Kalakani |          | 1890 Kalakan | 1 listopada 1929 Kabul | 17 stycznia 1929 | 17 października 1929 Abdykował | Aminullah Kalakani ? |

### Dynastia Barakzai(przywrócona)
| # | Imię                |          | Lata życia                 | Lata życia             | Czas rządów          | Czas rządów             | Rodzice                              |
| # | Imię                | Urodzony | Zmarł                      | Od                     | Do                   |                         | Rodzice                              |
| - | ------------------- | -------- | -------------------------- | ---------------------- | -------------------- | ----------------------- | ------------------------------------ |
| 3 | Mohammad Nader Szah |          | 10 kwietnia 1880 Dehradun  | 8 listopada 1933 Kabul | 15 października 1929 | 8 listopada 1933        | Habibullah Chan Sarwar Sultana Begum |
| 4 | Mohammad Zaher Szah |          | 16 października 1914 Kabul | 23 lipca 2007 Kabul    | 8 listopada 1933     | 17 lipca 1973 Abdykował | Mohammad Nader Szah Mah Parwar Begum |